# Piłka nożna pięcioosobowa na Letnich Igrzyskach Paraolimpijskich 2004
Piłka nożna pięcioosobowa na Letnich Igrzyskach Paraolimpijskich 2004 w Atenach rozgrywana była między 18 – 28 września, na Hellinikon Olympic Hockey Centre. Do igrzysk zakwalifikowało się 6 drużyn. Wszystkie do turnieju mężczyzn.

## Medaliści
| Konkurencja                  | Złoto | Srebro | Brąz |
| Turniej mężczyzn (szczegóły) | Brazylia · Andreonni Rego · Fabio Vasconcelos · Sandro Soares · Mizael Oliveira · Joao Silva · Severino Silva · Anderson Fonseca · Nilson Silva · Marcos Felipe · Damiao Ramos | Argentyna · Gonsalo Abbas Hachache · Julio Ramirez · Lucas Rodriguez · Carlos Ivan Figueroa · Diego Cerega · Silvio Velo · Eduardo Diaz · Antonio Mendoza · Oscar Moreno · Dario Lencina | Hiszpania · Antonio Martin · Vicente Aguilar · Marcelo Rosado · Gonzalo Largo · Alfredo Cuadrado · Jose Lopez Ramirez · Adolfo Acosta · Carmelo Garrido · Pedro Antonio Garcia Villa · Carlos Alvarez |

### Tabela medalowa
| Miejsce | Państwo   | Złoto | Srebro | Brąz | Razem |
| ------- | --------- | ----- | ------ | ---- | ----- |
| 1       | Brazylia  | 1     | 0      | 0    | 1     |
| 2       | Argentyna | 0     | 1      | 0    | 1     |
| 3       | Hiszpania | 0     | 0      | 1    | 1     |
|         | Razem     | 1     | 1      | 1    | 3     |